# Katastrální mapa

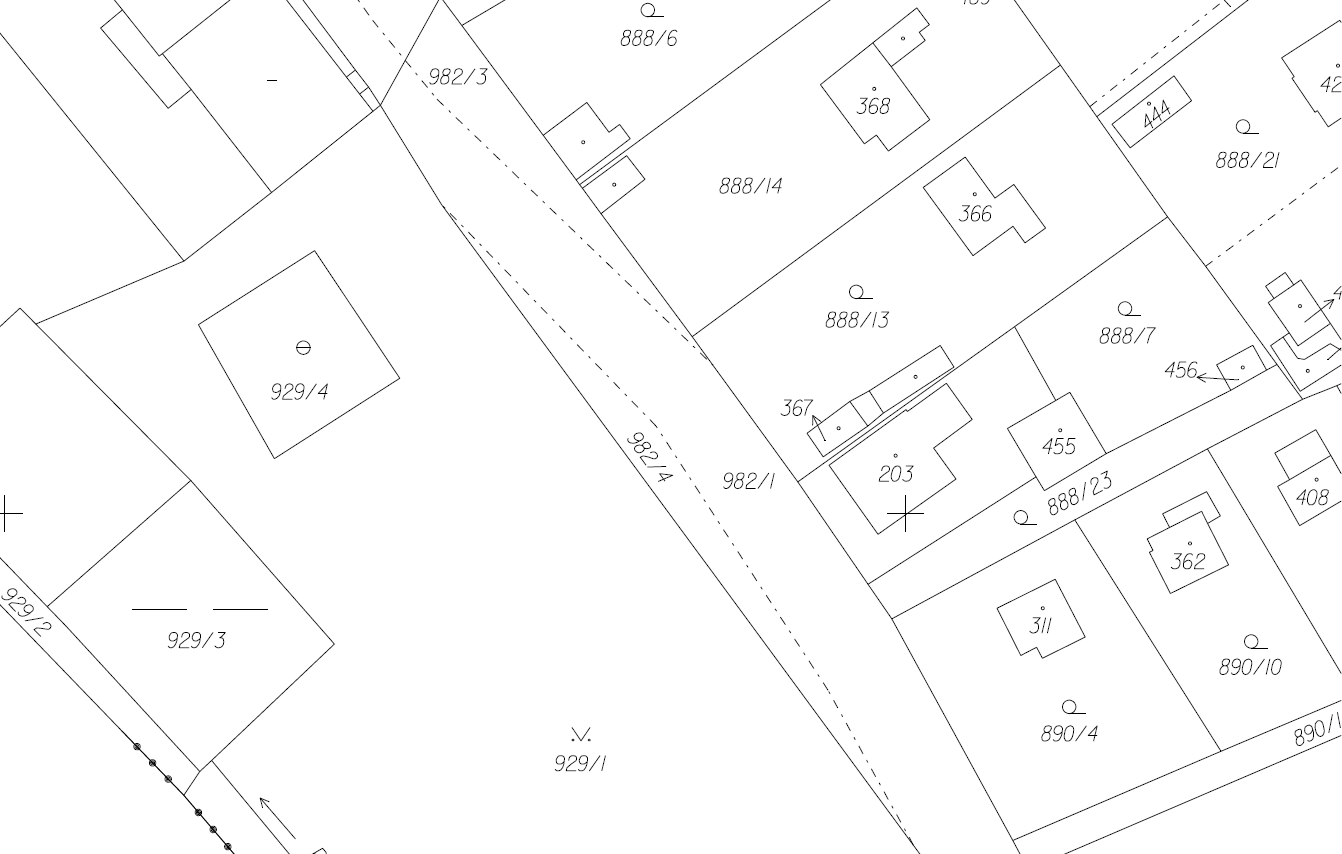
Katastrální mapa – DKM

Katastrální mapa je státní mapové dílo velkého měřítka, jeho obsahem je polohopis a popis, kde polohopis katastrální mapy obsahuje zobrazení hranic katastrálních území, hranic územních správních jednotek, státních hranic, hranic pozemků, obvodů budov a vodních děl evidovaných v katastru, další prvky polohopisu (mosty, tunely), hranice chráněných území a ochranných pásem a body polohového bodového pole.

## Podoby katastrální mapy
Katastrální mapa má digitální formu a je definována katastrální vyhláškou (Vyhláška č.357/2013). Katastrální mapa vzniklá podle dřívějších právních předpisů může být do obnovy katastrálního operátu vedena na plastové fólii.

### Digitální katastrální mapa
Digitální katastrální mapa (DKM) je vyhotovena v systému S-JTSK a měřítku 1:1000. Vzniká obnovou katastrálního operátu novým mapováním, na podkladě výsledků pozemkových úprav, přepracováním souboru geodetických informací nebo převedením jejího číselného vyjádření do digitální formy.
Podmínkou, aby mapa mohla být přepracována na DKM, je mapování provedené měřením a se záznamem měřených veličin (délek, úhlů…), které lze přepočítat do systému S-JTSK. Takováto měření využívající ortogonální metodu se prováděla již od začátku 20. století ještě v rámci mapování pro Pozemkový katastr. Po vydání Instrukce A (1927) pak pokračovala od 20. let až po začátek 50. let. Poté byly hledány metody, které měly mapování zrychlit a zlevnit, ale ukázaly se jako nedostatečně přesné. V rámci Technicko-hospodářského mapování (THM) se v 60. a 70. letech hojně využívala fotogrammetrie. V 70. let, kdy začala vznikat Základní mapa velkého měřítka (ZMVZ), tak došlo k návratu k pozemnímu měření a začala se používat polární metoda. Na ZMVM pak technologicky navazuje i současné katastrální mapování, ale již s využitím družicových metod (GNSS). Všechna výše jmenovaná mapování jsou od roku 1994 přepracovávána po jednotlivých katastrálních územích na DKM.

### Katastrální mapa-digitalizovaná
Katastrální mapa digitalizovaná má dvě formy podle souřadnicového systému, do kterého byla převedena. Pokud byl ponechán původní systém stabilního katastru S-SK označuje se mapa jako KM-D, pokud došlo k převodu do novějšího a stále používaného systému S-JTSK, je mapa označena jako KMD. Podkladem pro tvorbu obou druhů map byly aktuální katastrální mapy na plastových fóliích v měřítku 1:2880 a v souřadnicovém systému Gusterberg pro Čechy nebo Svatý Štěpán pro Moravu a Slezsko. Původ těchto map sahá až do Stabilního katastru, kdy probíhalo po jednotlivých katastrálních územích mapování. Následně pak byly mapy doplňovány o novou situaci a mnohokrát překresleny. Po přepracování do digitální podoby dnes mají měřítko 1:1000. Rozdíl mezi KM-D a KMD je v technologii převodu.

#### Katastrální mapa-digitalizovaná do S-SK
Katastrální mapa-digitalizovaná do S-SK (KM-D) vznikla digitalizací map katastru nemovitostí v měřítku 1:2880 do systému S-SK. Její tvorba probíhala v 90. letech 20. století, ale pak byla zastavena kvůli tomu, že neřešila deformace a nepřesnosti převzaté z analogové mapy a kvůli problémům s údržbou a zákresem nové situace. Mapy KM-D byly tvořeny jednoduchou vektorizací rastrových obrazů map a jejich přesnost je nízká. Tyto mapy jsou ostrovní a tudíž na jejich styku dochází k překrytu či vzniku mezer. V současnosti dochází k jejich převodu na mapy KMD.

#### Katastrální mapa-digitalizovaná do S-JTSK
Katastrální mapa-digitalizovaná do S-JTSK (KMD) vznikla též digitalizací map katastru nemovitostí ale již v systému S-JTSK, ve kterém jsou též mapy DKM, a je tvořena v měřítku 1:1000. Při její tvorbě byly využity i rastry z archivovaných map Stabilního katastru (SK) a Pozemkového katastru (PK), které jsou přesnější než aktuální katastrální mapy. Rastrový obraz map byl nejprve transformován ze systému S-SK do S-JTSK a došlo k vyrovnání katastrálních hranic, aby se zajistila bezešvost mapy. Následně byly přepočteny do S-JTSK všechny dostupné podklady (geometrické plány, záznamy podrobného měření změn) a na takto vzniklou kostru identických bodů byl dotransformován rastrový obraz původních map. Teprve poté došlo k vektorizaci situace, kterou nešlo získat výpočty. Mapy KMD jsou obecně kvalitnější než mapy KM-D, ale nedosahují přesnosti map DKM. Přepracování map na KMD začalo v roce 2007 a má být dokončeno v roce 2017.

### Katastrální mapa-analogová
Katastrální mapa-analogová je vedena na plastové fólii s přesností a v zobrazovací soustavě stanovenými v době jejího vzniku. Pokud podkladem analogové mapy byla ještě mapa stabilního či pozemkového katastru, má měřítko 1:2880, pokud v katastrálním území došlo k novějšímu mapování, má měřítko 1:1000 nebo 1:2000. Počítá se, že po roce 2017 se již analogové mapy nebudou používat a plně je nahradí DKM nebo KMD.

## Přístup ke katastrální mapě ČR

### Pomocí webové aplikace nahlížení do KN
Aplikace je dostupná na stránkách ČÚZK

### PomocíOGCWMSstandardu
Od ledna 2008 je v důsledku novely vyhlášky č. 162/2001 Sb. zřízen bezplatný přístup
ke katastrální mapě prostřednictvím standardu Open Geospatilal ConsortiumGeospatilal
WMS ve verzích 1.0.0 - 1.1.1.
Služba se nachází na adrese http://wms.cuzk.cz/wms.asp?
Službu je možné si připojit ve svém GIS, popř. CAD software pokud standard WMS podporuje.